# モダトランス
モダトランス（ポーランド語: Modertrans Poznań）は、ポーランドの都市・ポズナンに本社を有する企業。ポズナンで公共交通機関を運営するポズナン市交通会社の子会社で、主に路面電車車両を中心とした公共交通機関用車両の生産・近代化・保守を実施する。

## 概要
モダトランスのルーツは、1988年にポズナン市交通会社の子会社として設立されたバス修理部門（Zakład Napraw Autobusów）で、1998年にポズナンの北東部に位置するビスクピツェに修理会社（Zakład Napraw Autobusów Sp. z o.o.）が創設された。この工場を用い、バスに加えて路面電車車両の製造や修繕を実施する企業として、2005年12月31日に修理工場とポズナン市交通会社の路面電車車両の修理部門が合併する形で設立されたのがモダトランスである。同社はビスクピツェに加え、2021年からは本社が位置するポズナンでも、既存の工場を買収する形で後述の鉄道車両・バスの修繕を実施している。
路面電車市場への参入は2006年から始まり、当初は社会主義時代に製造された電車の近代化（更新）事業が主であったが、2011年以降は新型車両の生産にも取り組んでおり、地元・ポズナンの路面電車であるポズナン市電を筆頭に多数の都市へ路面電車車両の生産を実施している。更に2022年にはドイツのヴォルタースドルフ軌道向けに、初のポーランド国外の新型車両の製造契約が交わされている。
それ以外にもモダトランスは台車の生産やバスの修繕事業を手掛けている他、2021年には事故で破損した鉄道車両（EN76-035）の修繕に携わったのを契機に鉄道車両の修繕にも参入している。また、モダトランスは遊園地向けに蒸気機関車列車を模したフルトレーラー型バスのモデリーノ（Moderino）の生産を実施している。

## 主要製品

### 路面電車向け更新（近代化）車両

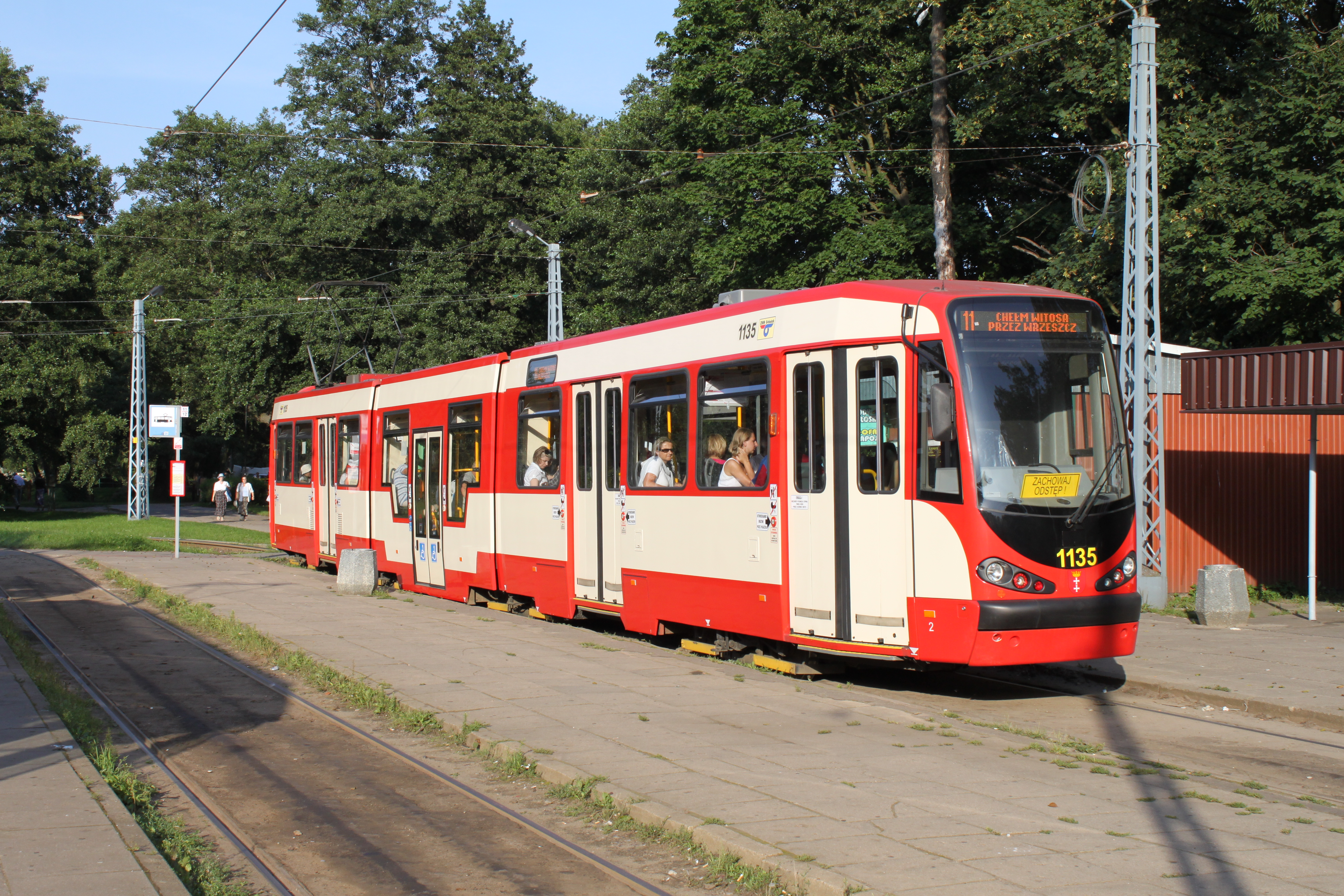
MF 01
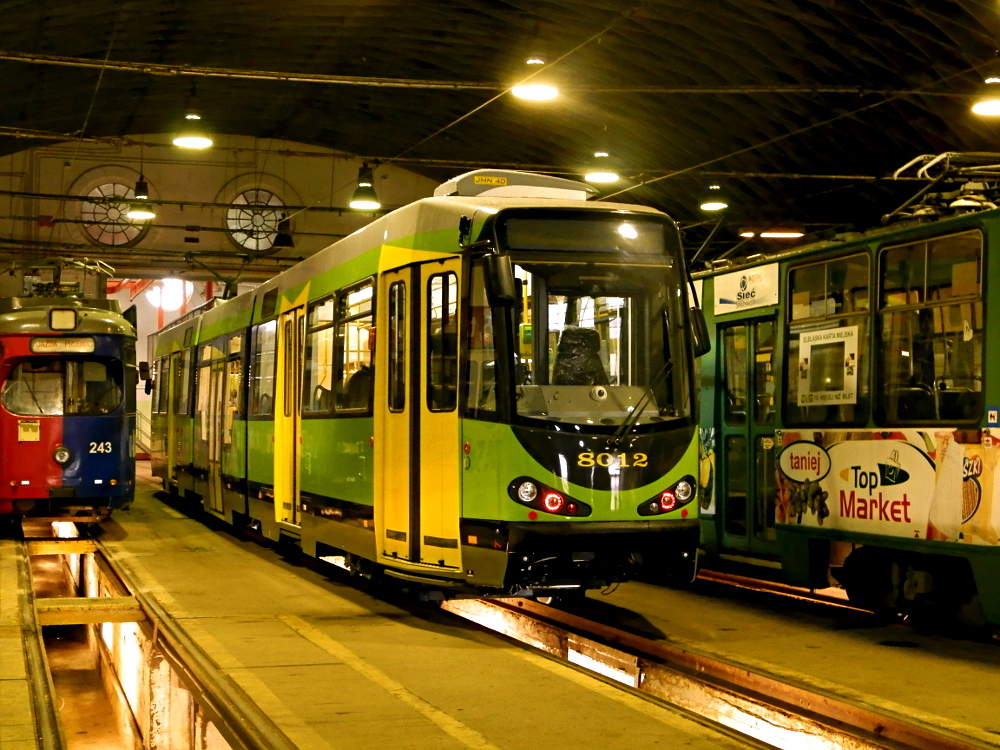
MF 13

- モデルス・アルファ[1][8][5][9][10]

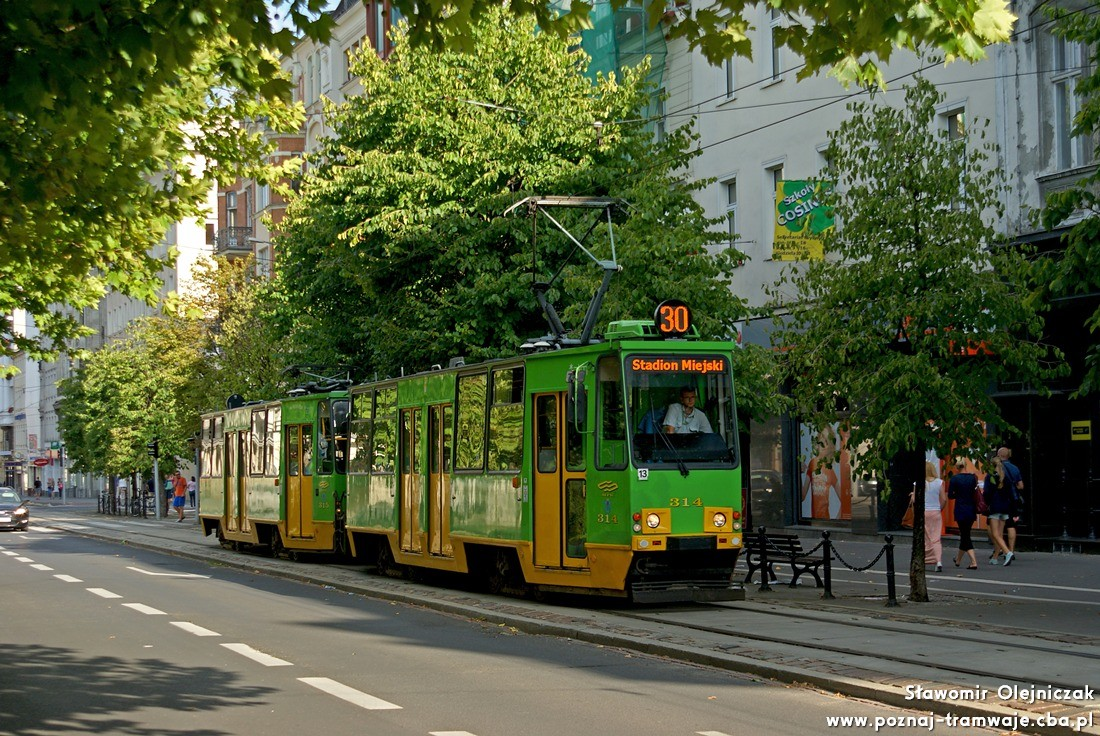
HF 01
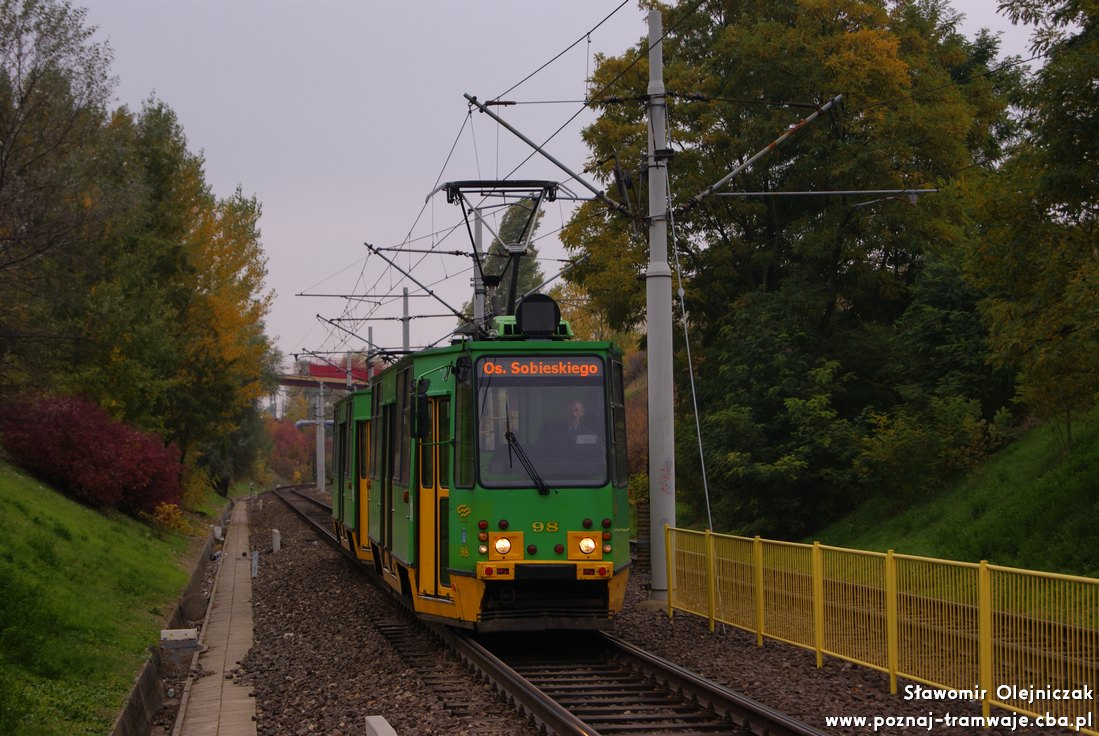
HF 02 DK
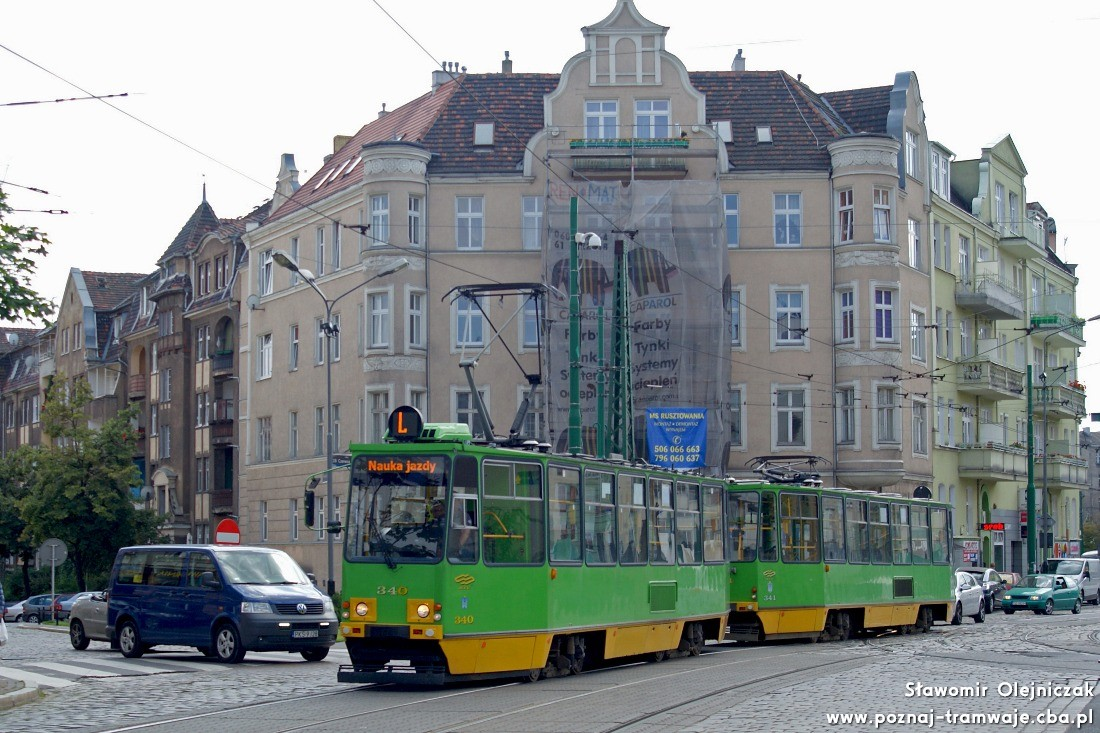
HF 03 L
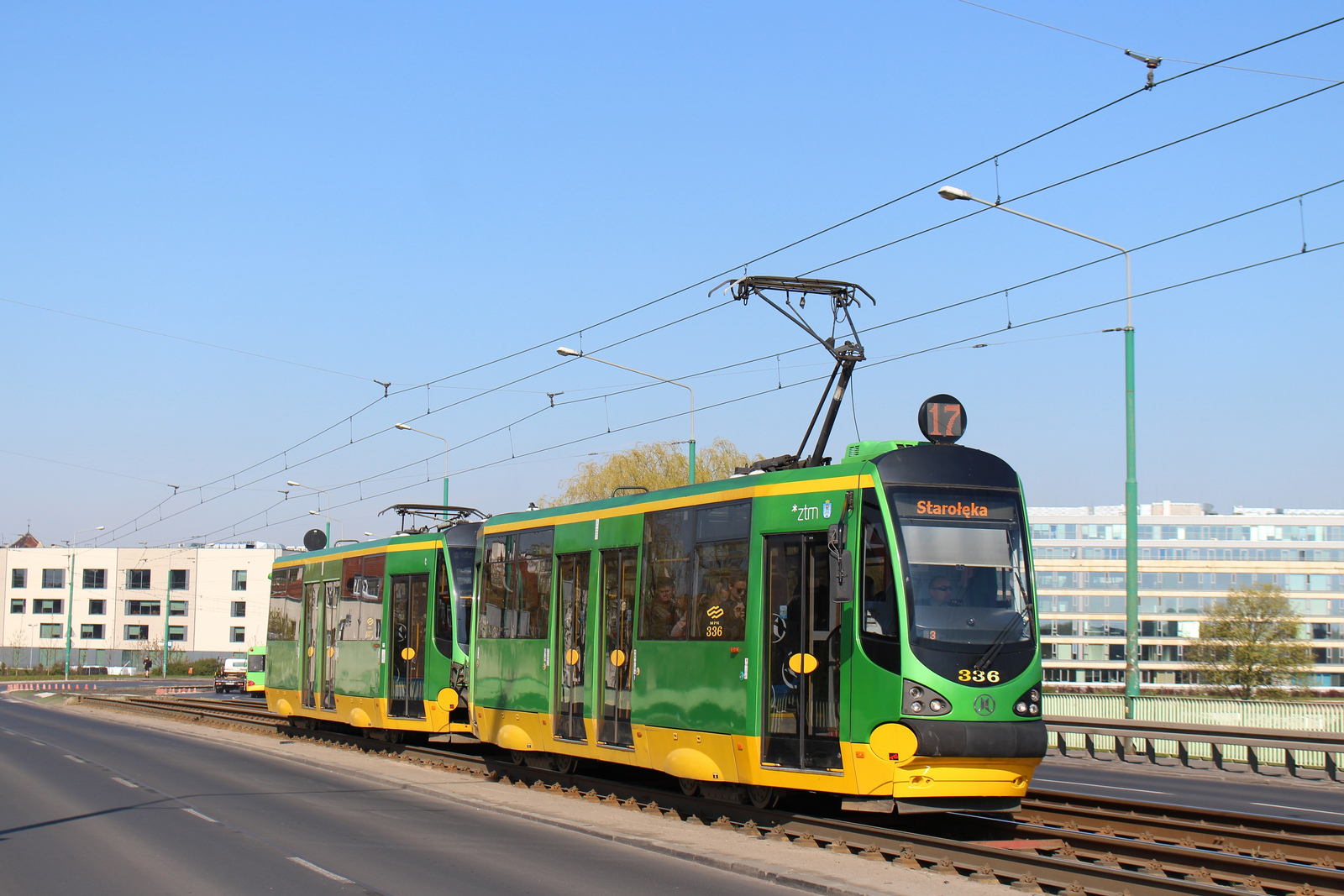
HF 07
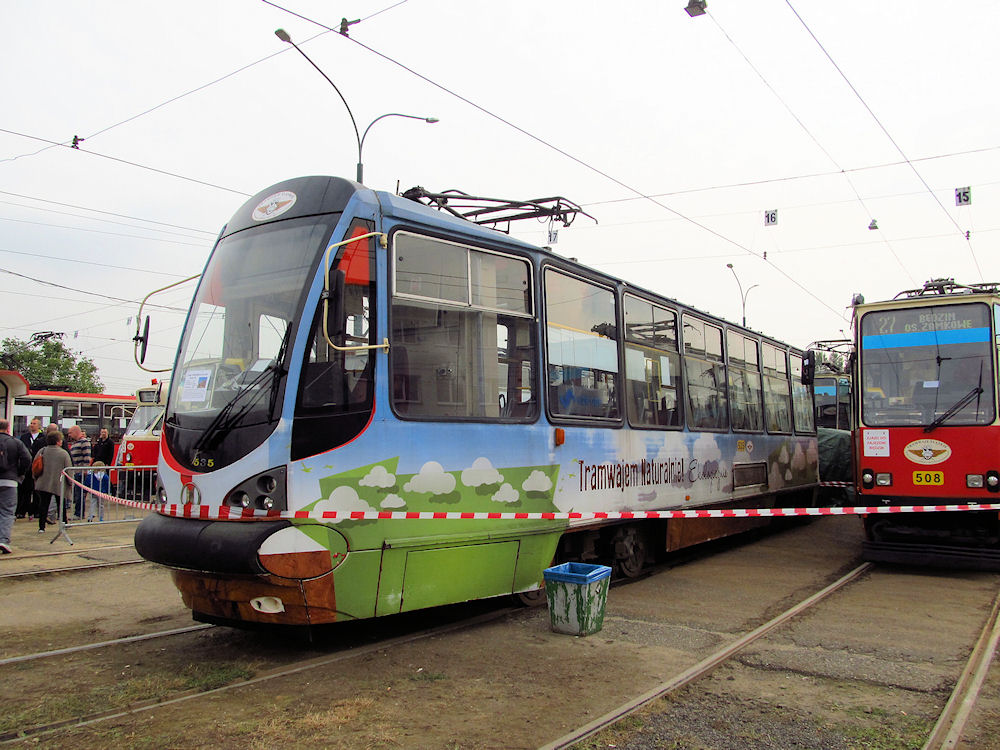
HF 05
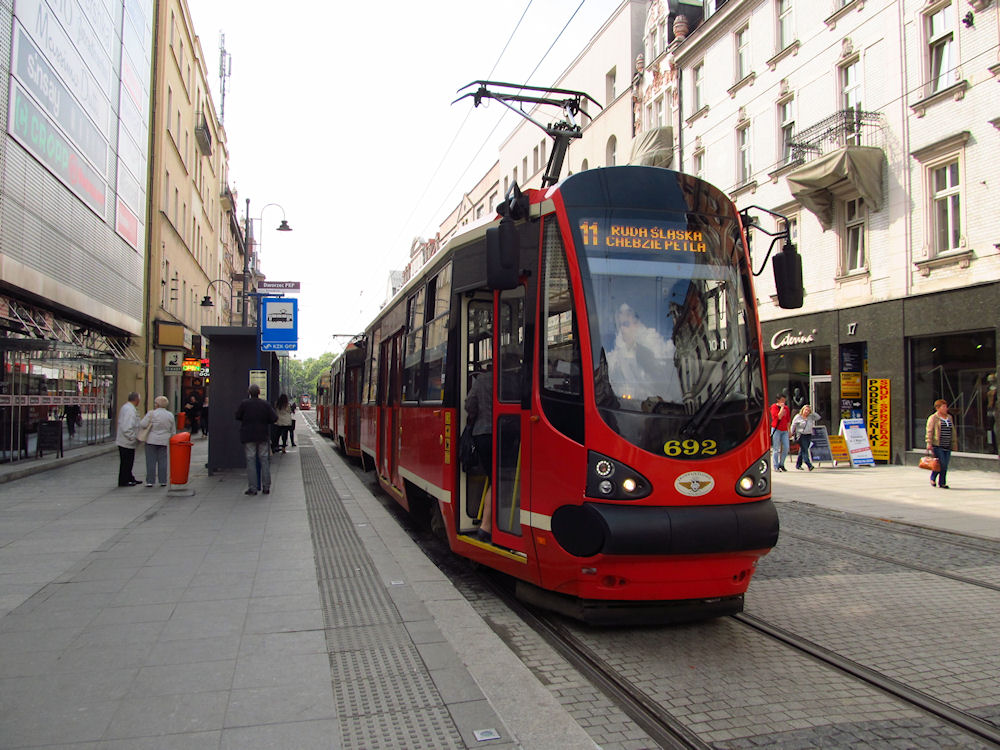
HF 11 AC
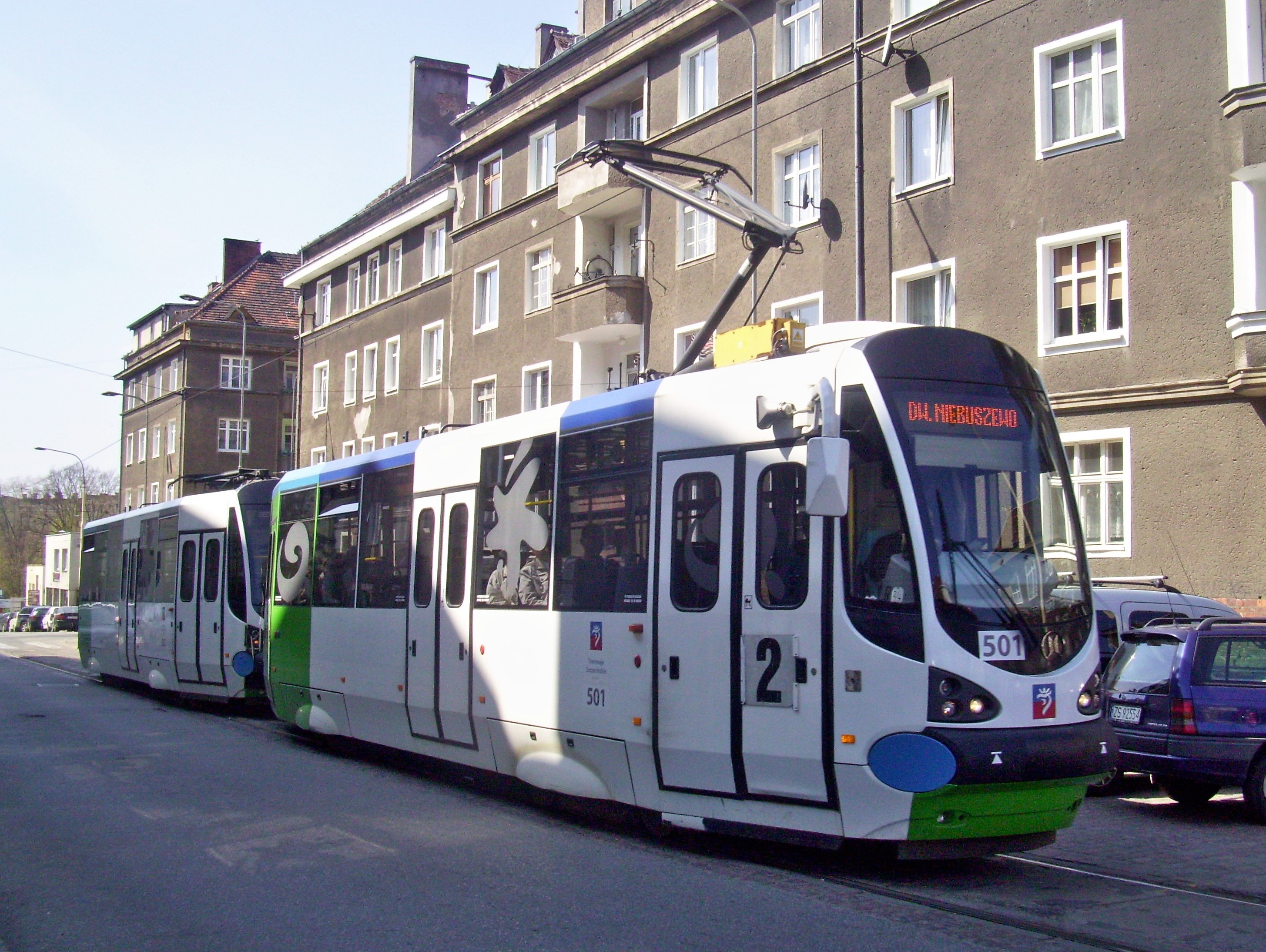
HF 09
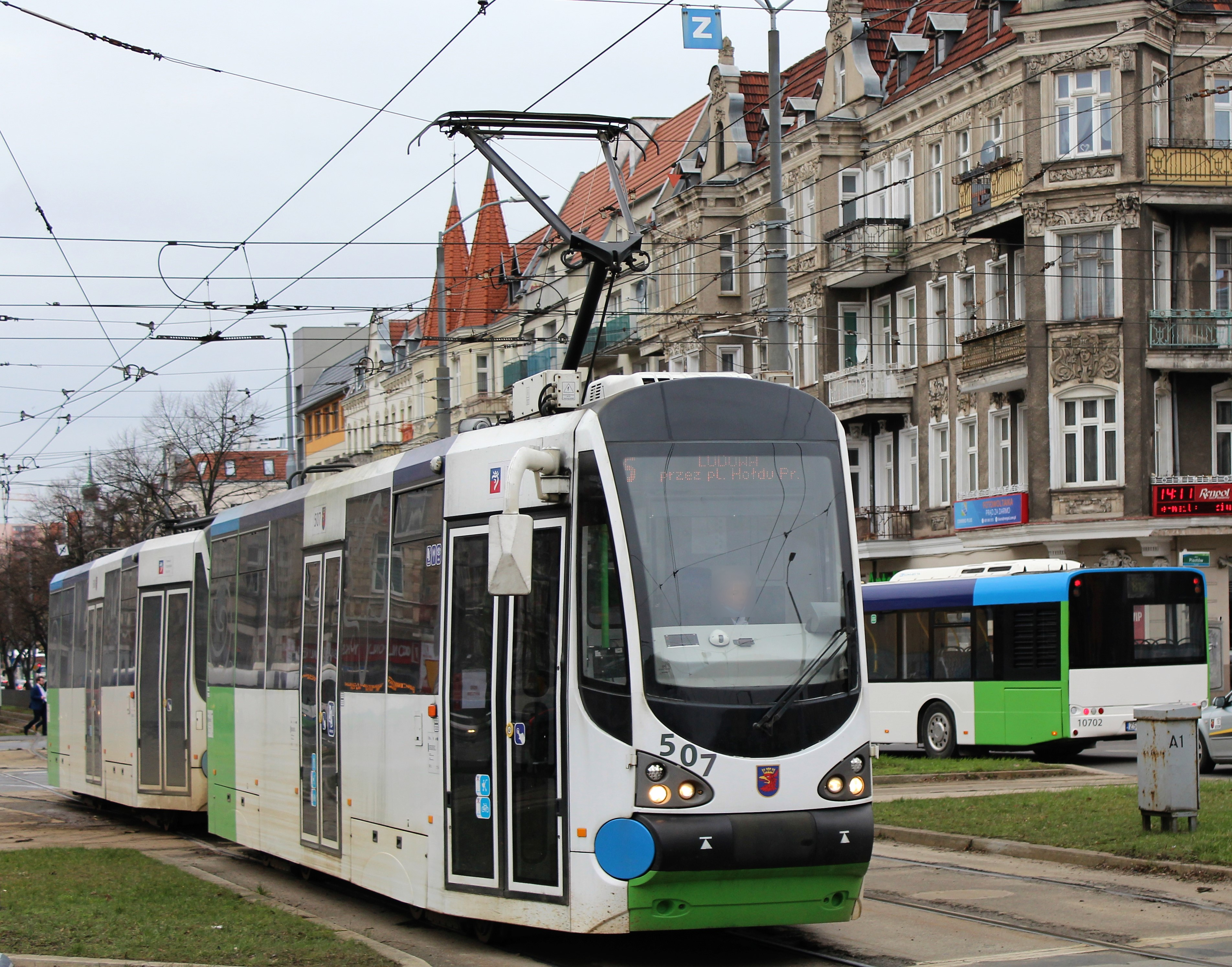
HF 10 AC

- モデルス・ベータ[1][11][5]

- MF 01
- MF 13

### 路面電車向け新造車両

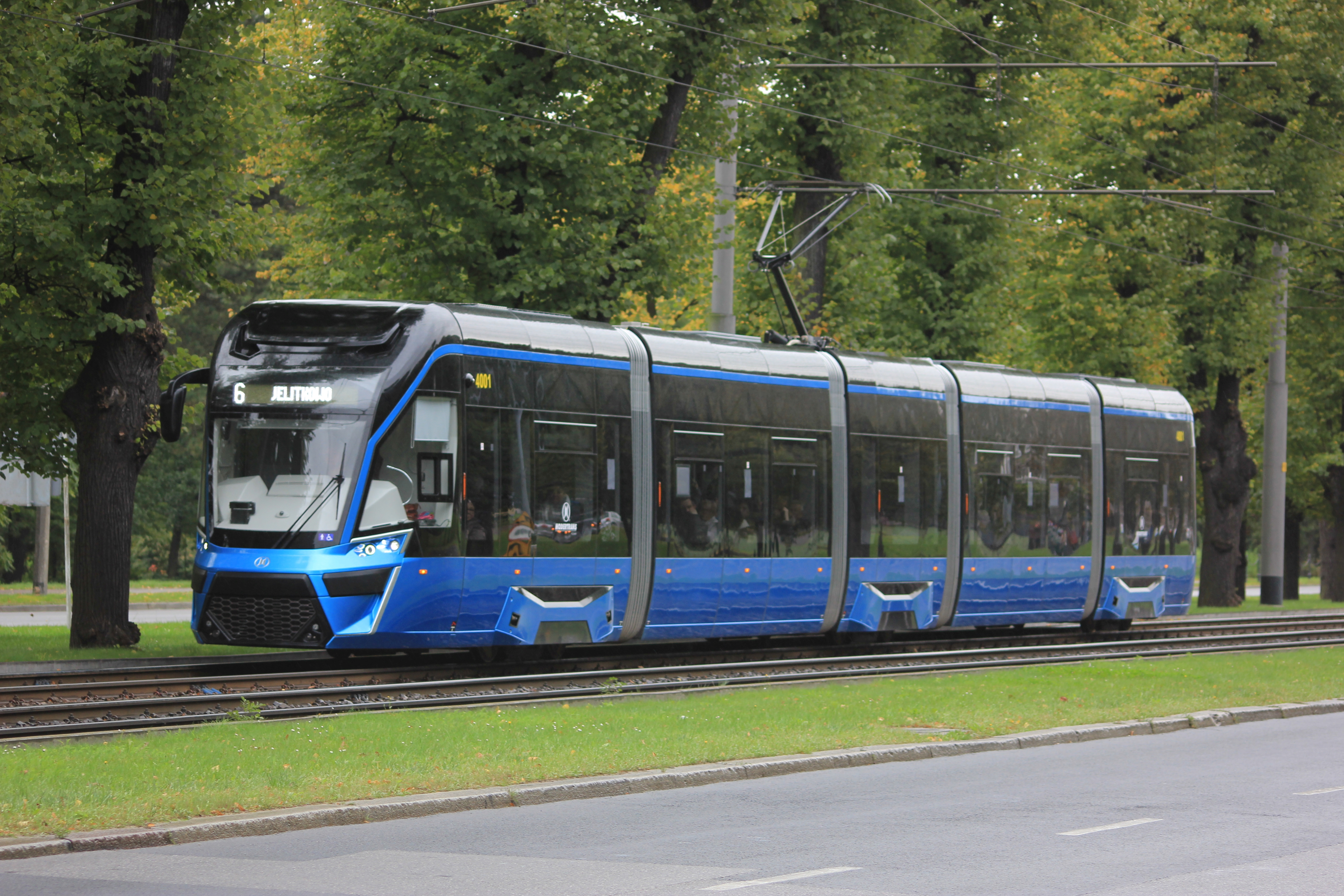
LF 01 AC
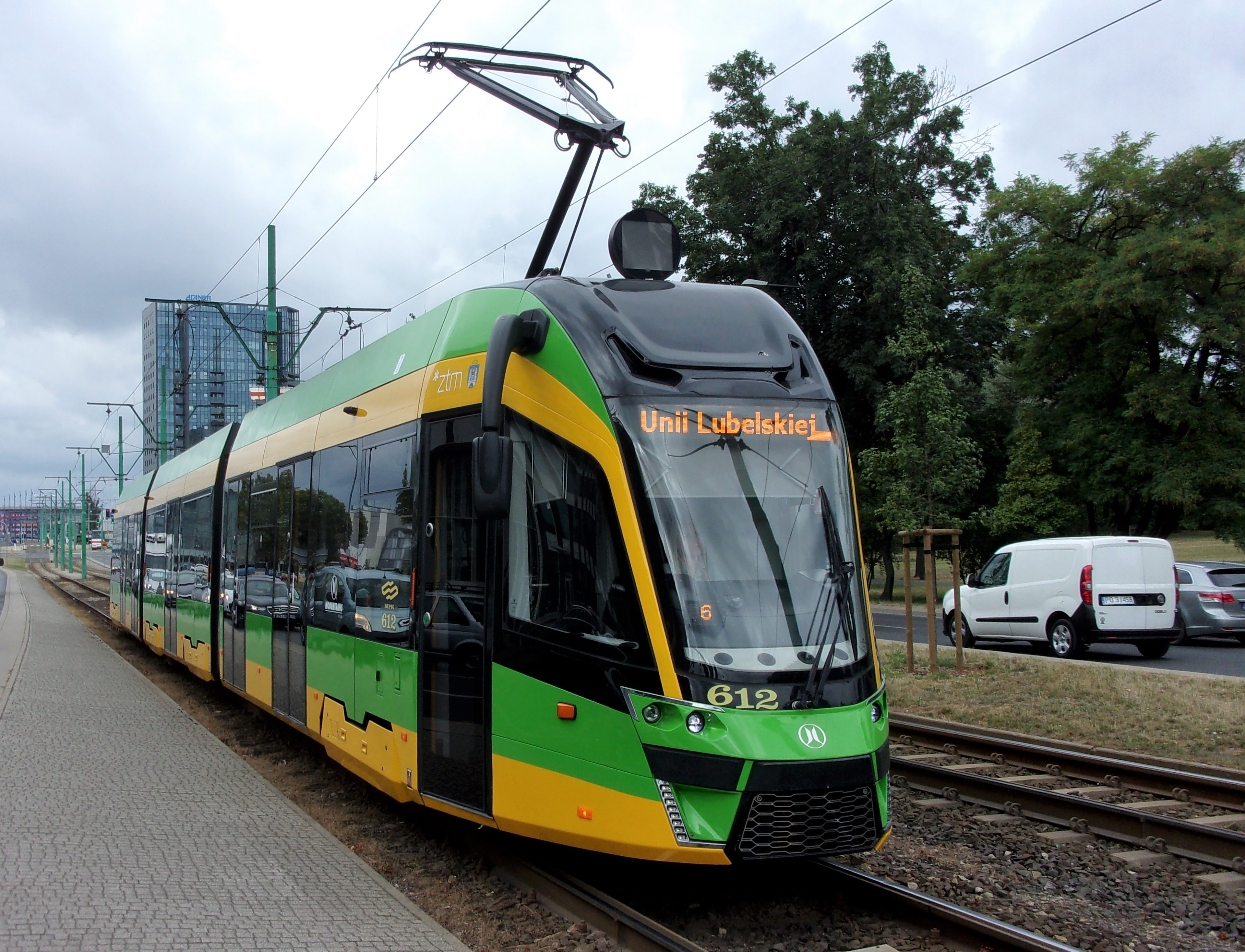
LF 02 AC
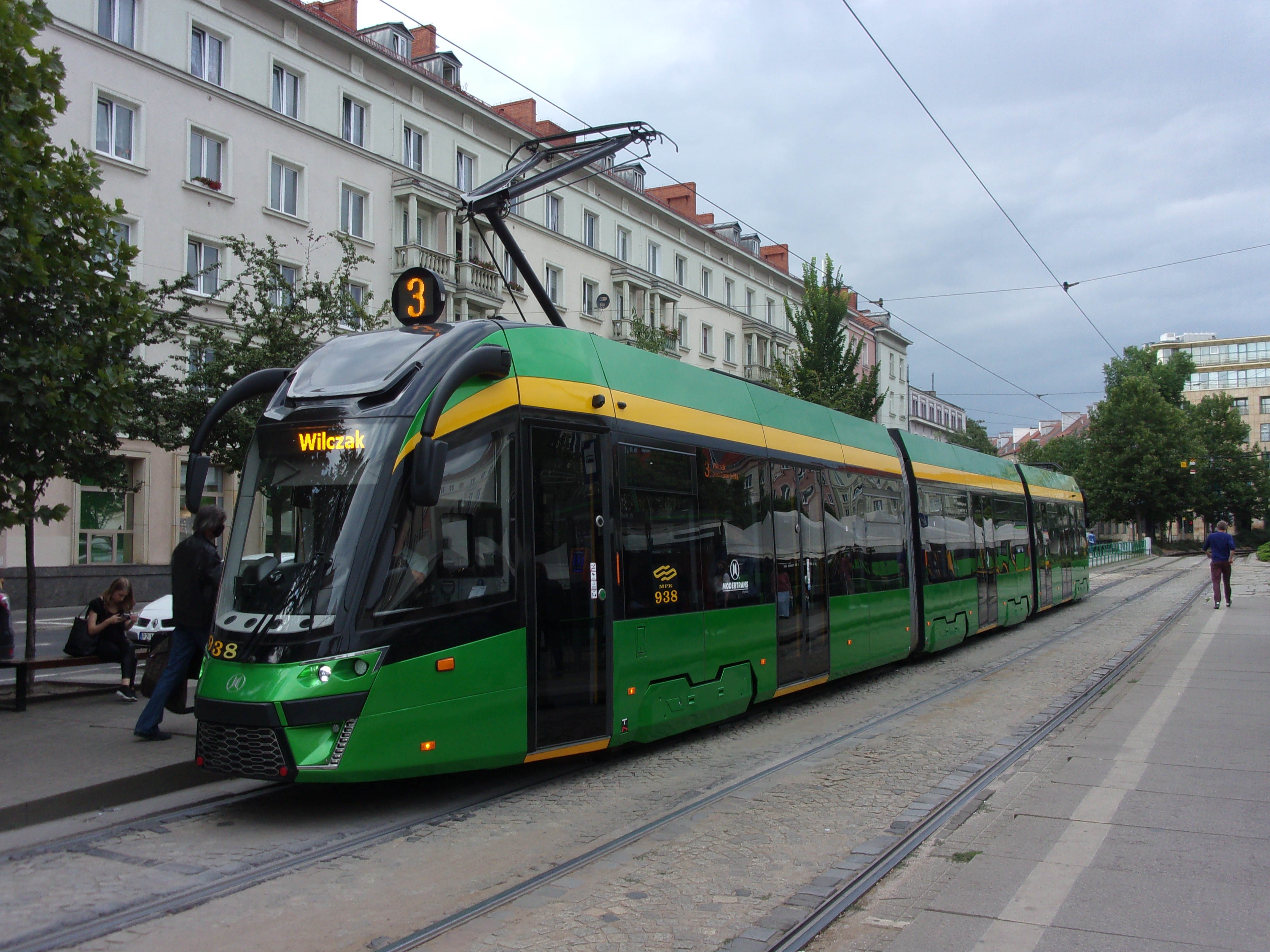
LF 03 AC BD
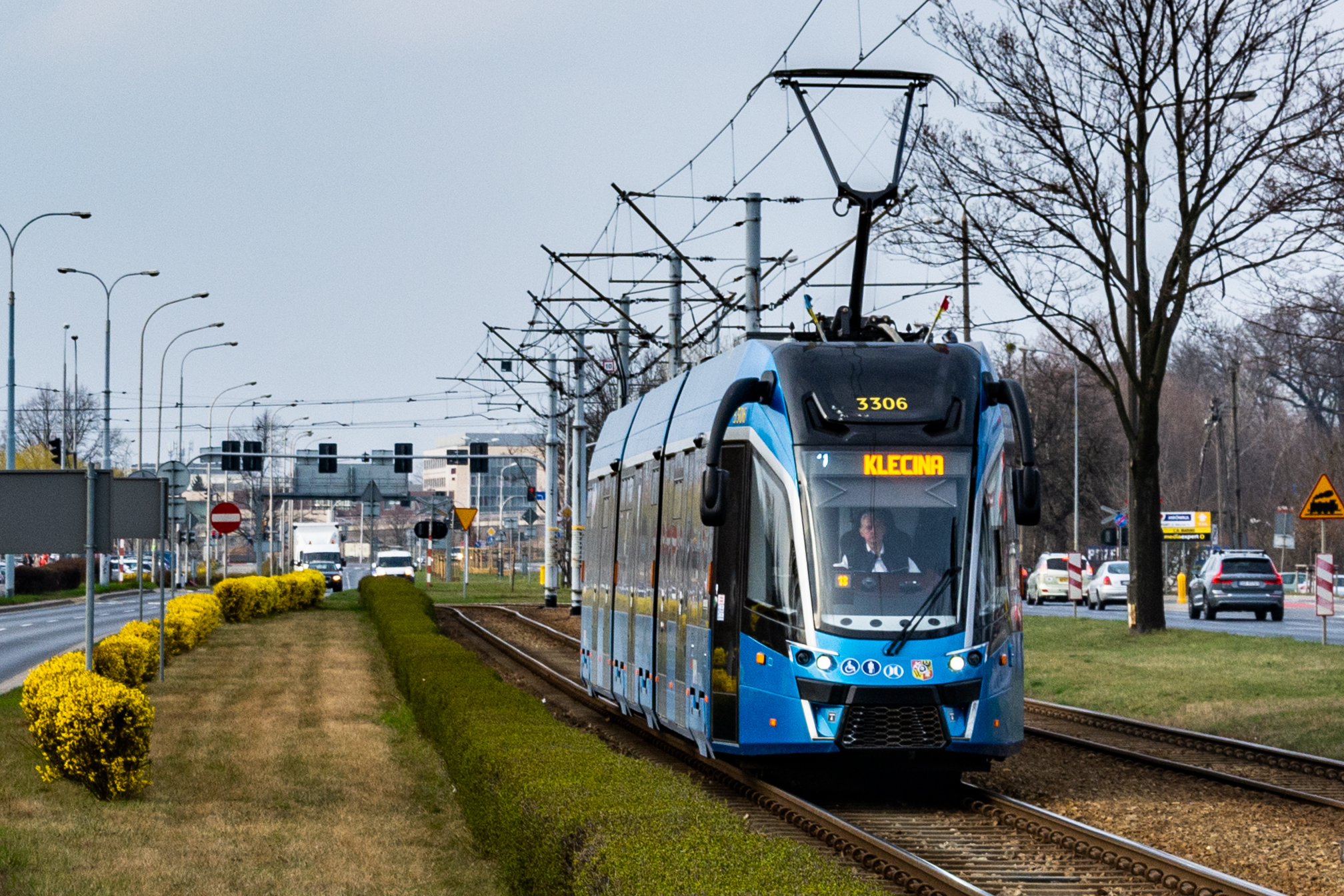
LF 07 AC
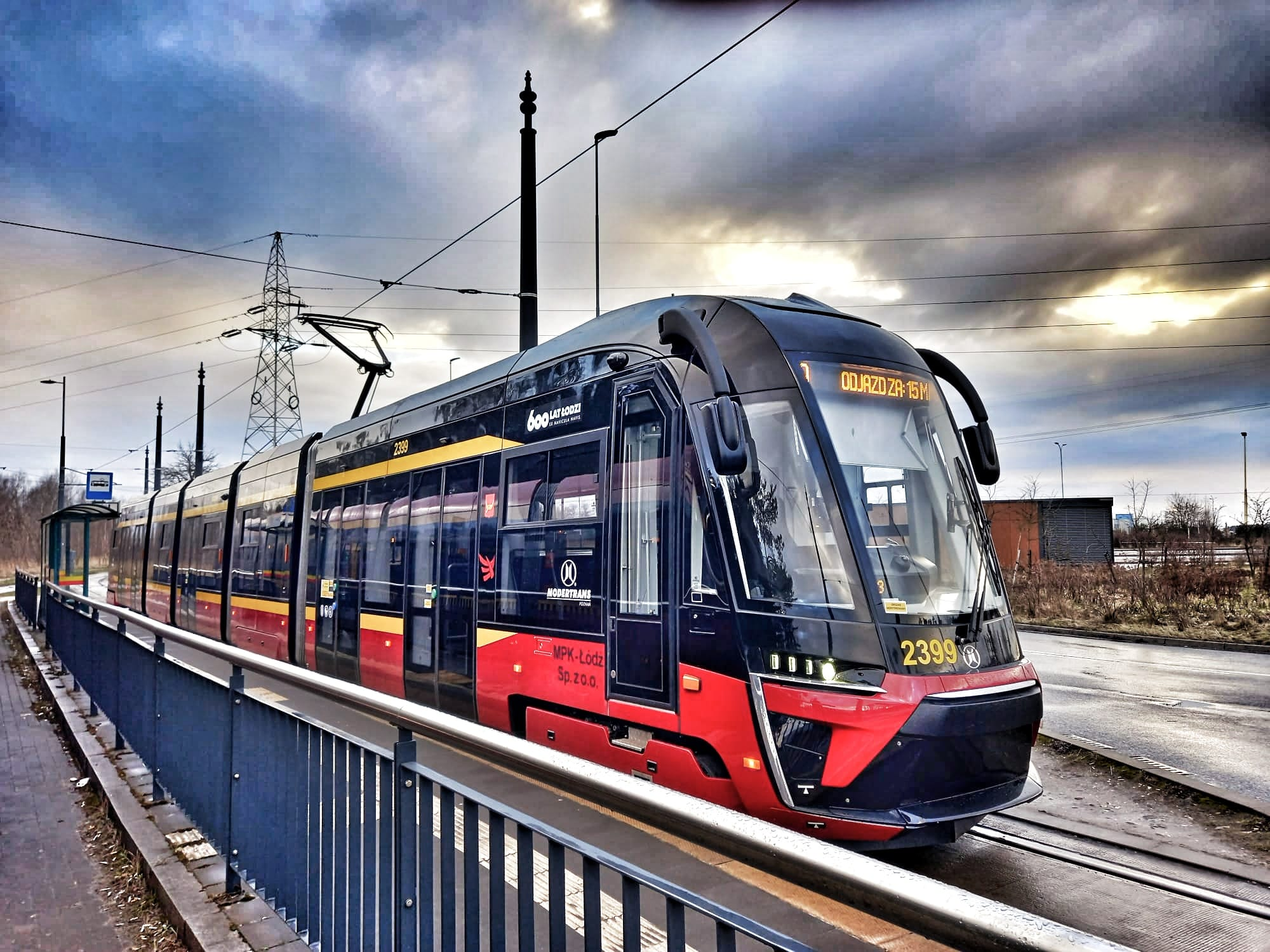
LF 06 AC

- モデルス・ベータ[1][11][5][12][9]

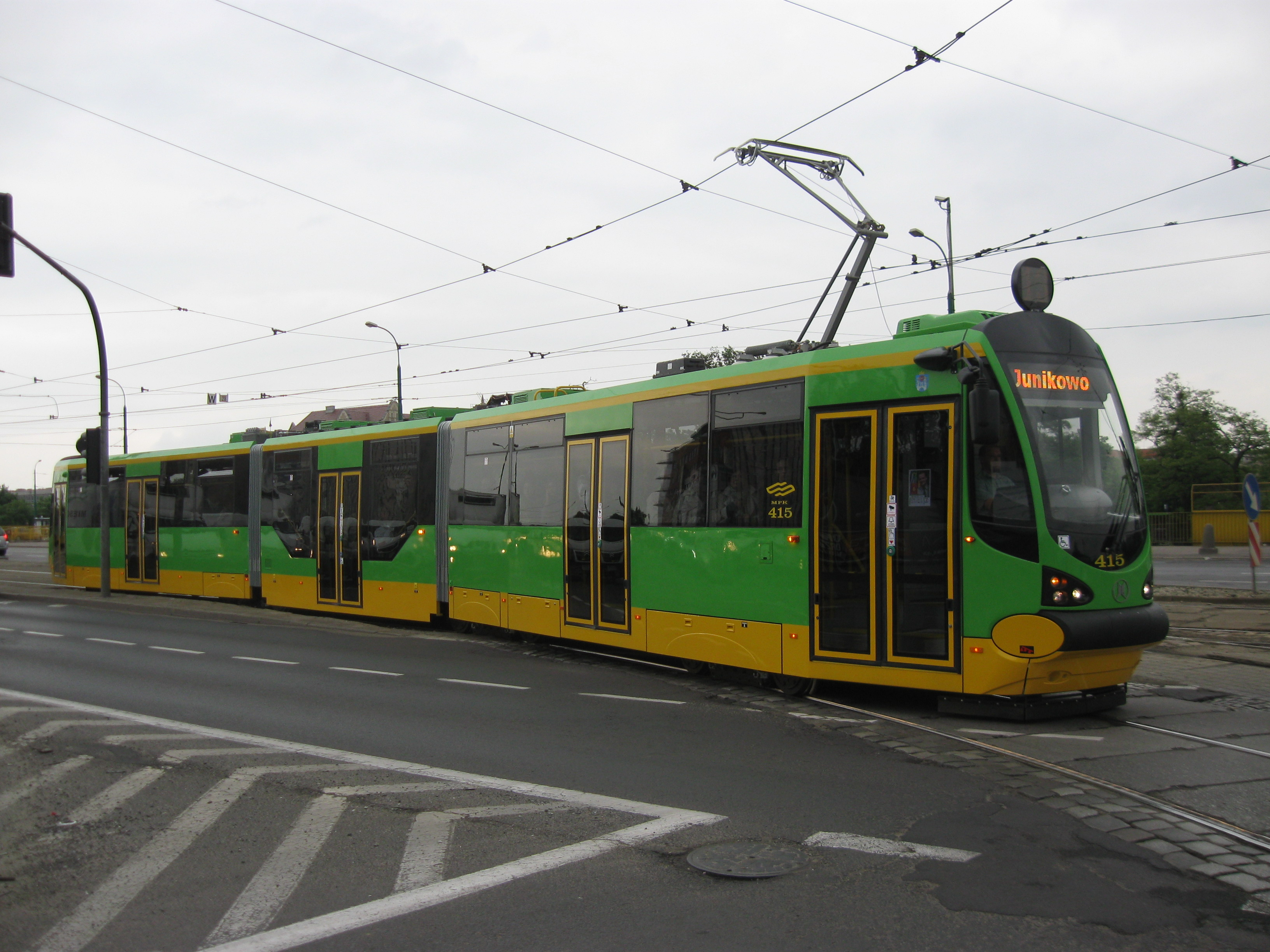
MF 02 AC
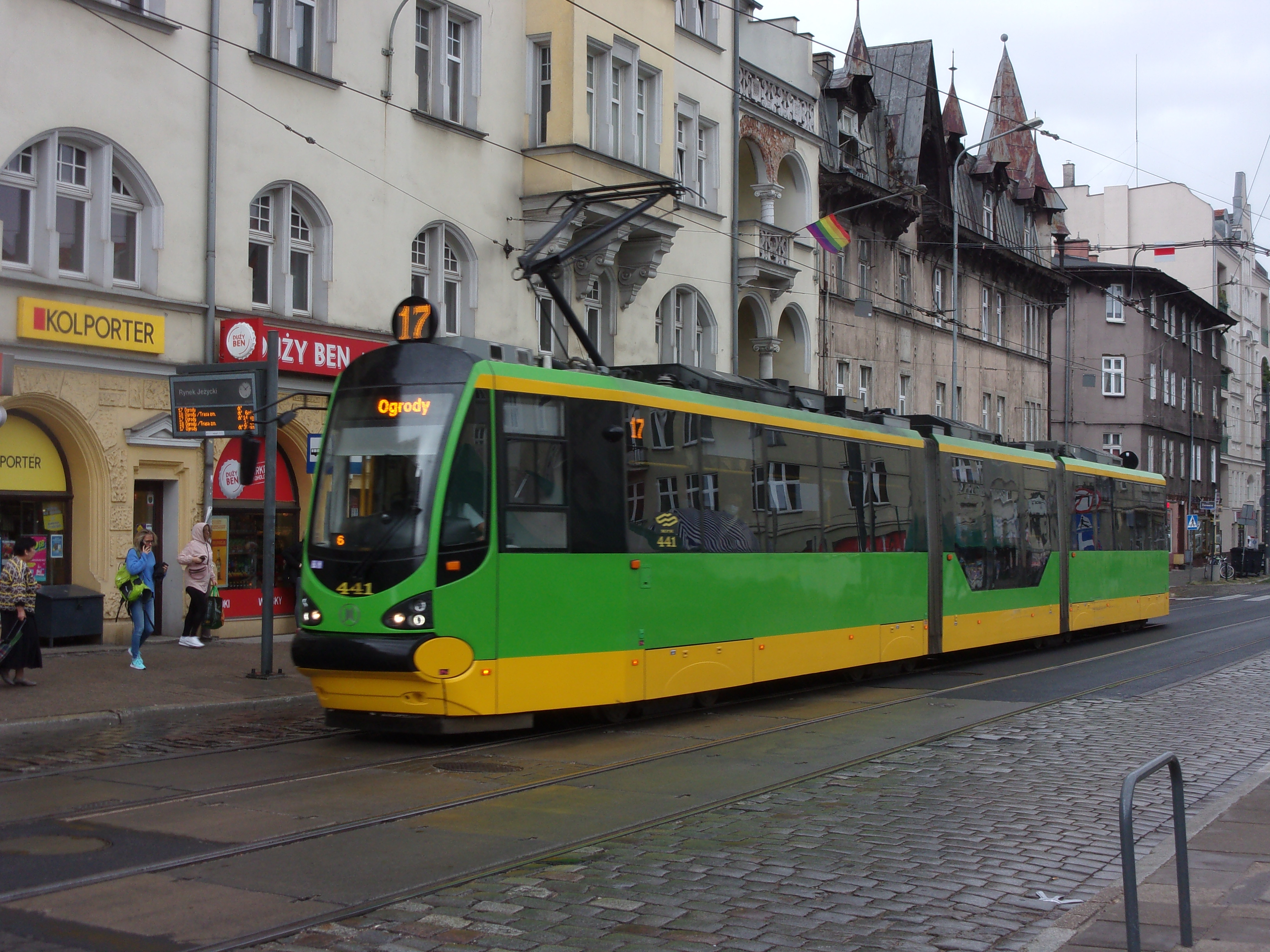
MF 20 AC
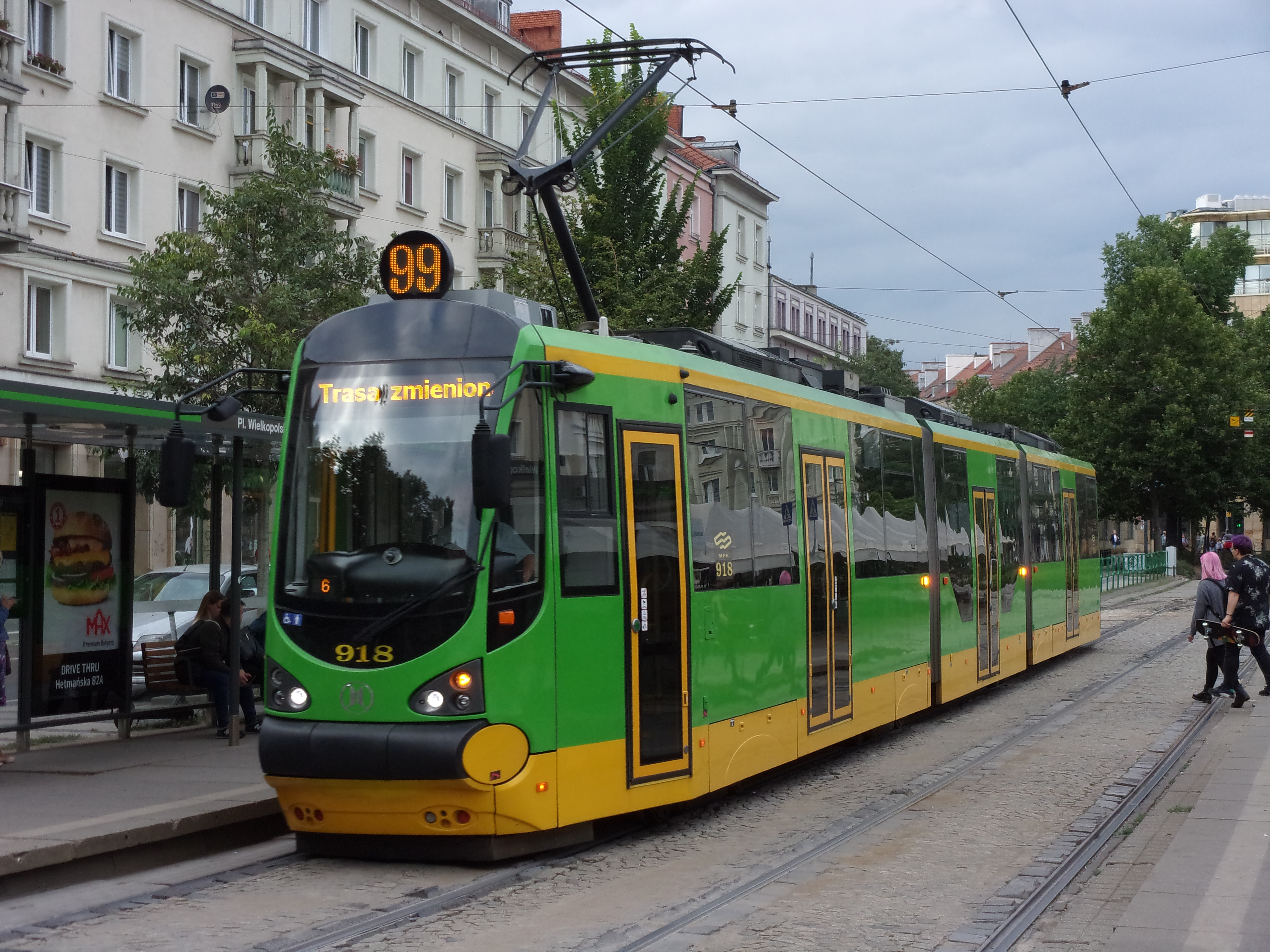
MF 22 AC BD
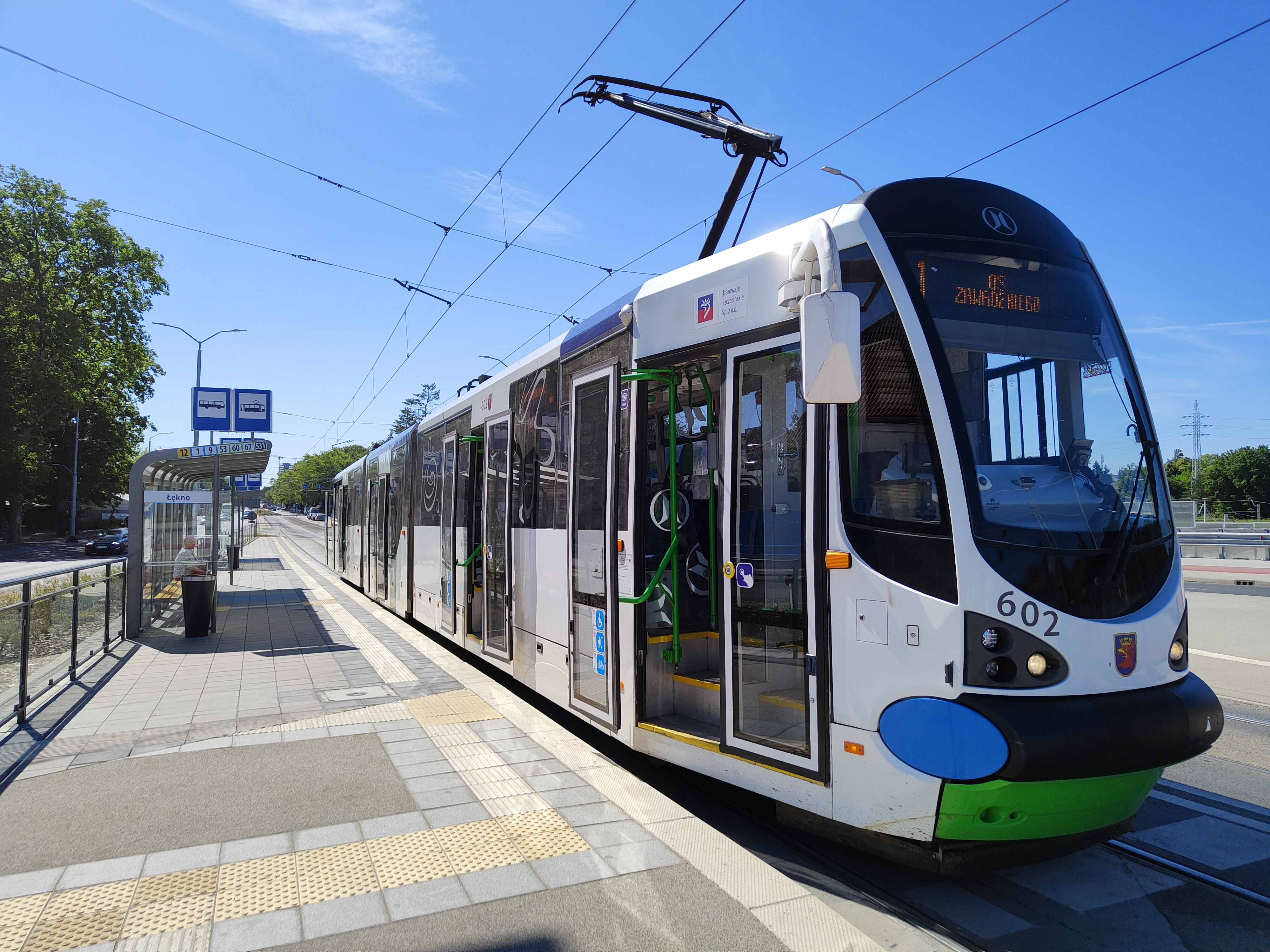
MF 15 AC
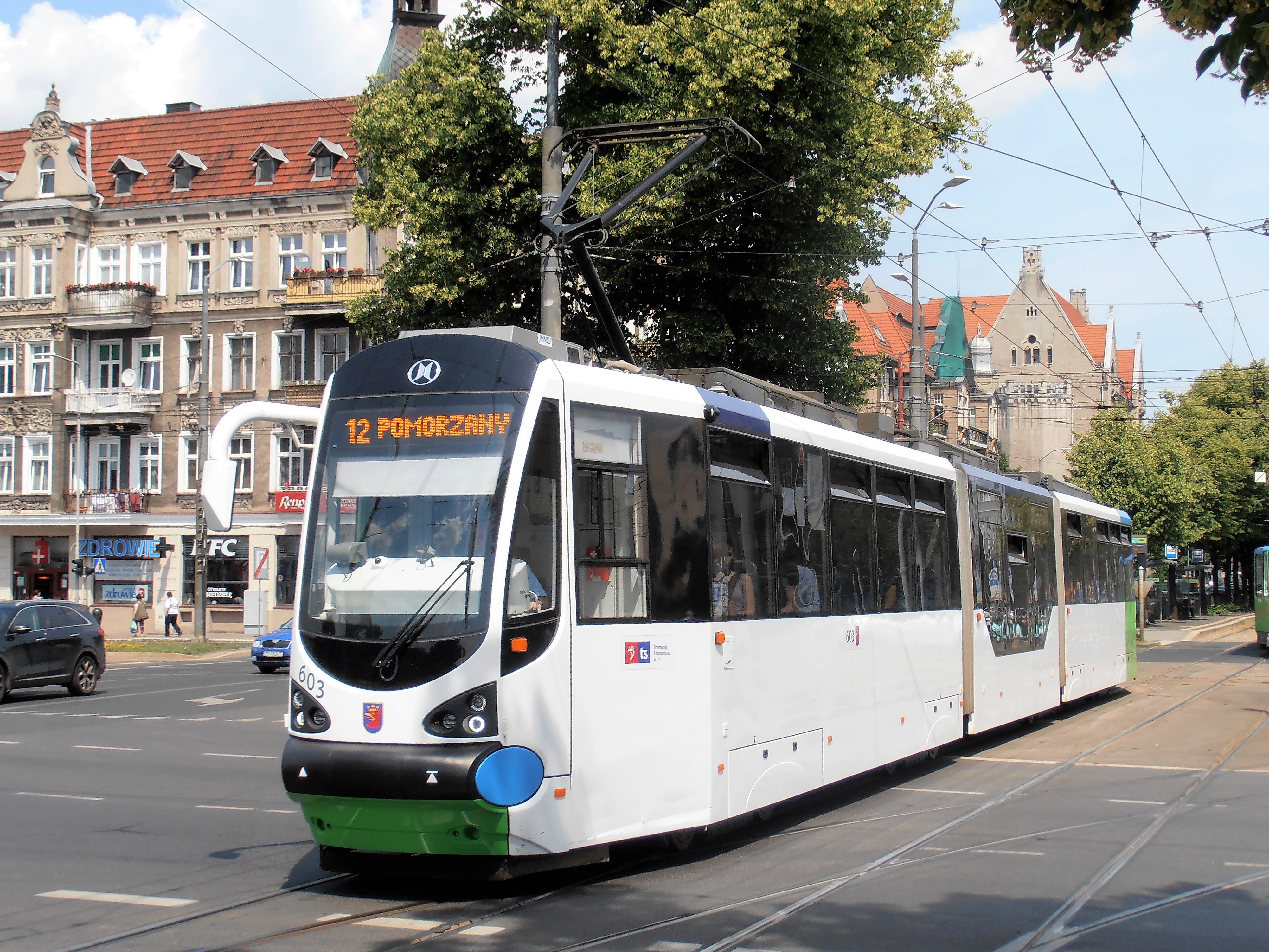
MF 25 AC
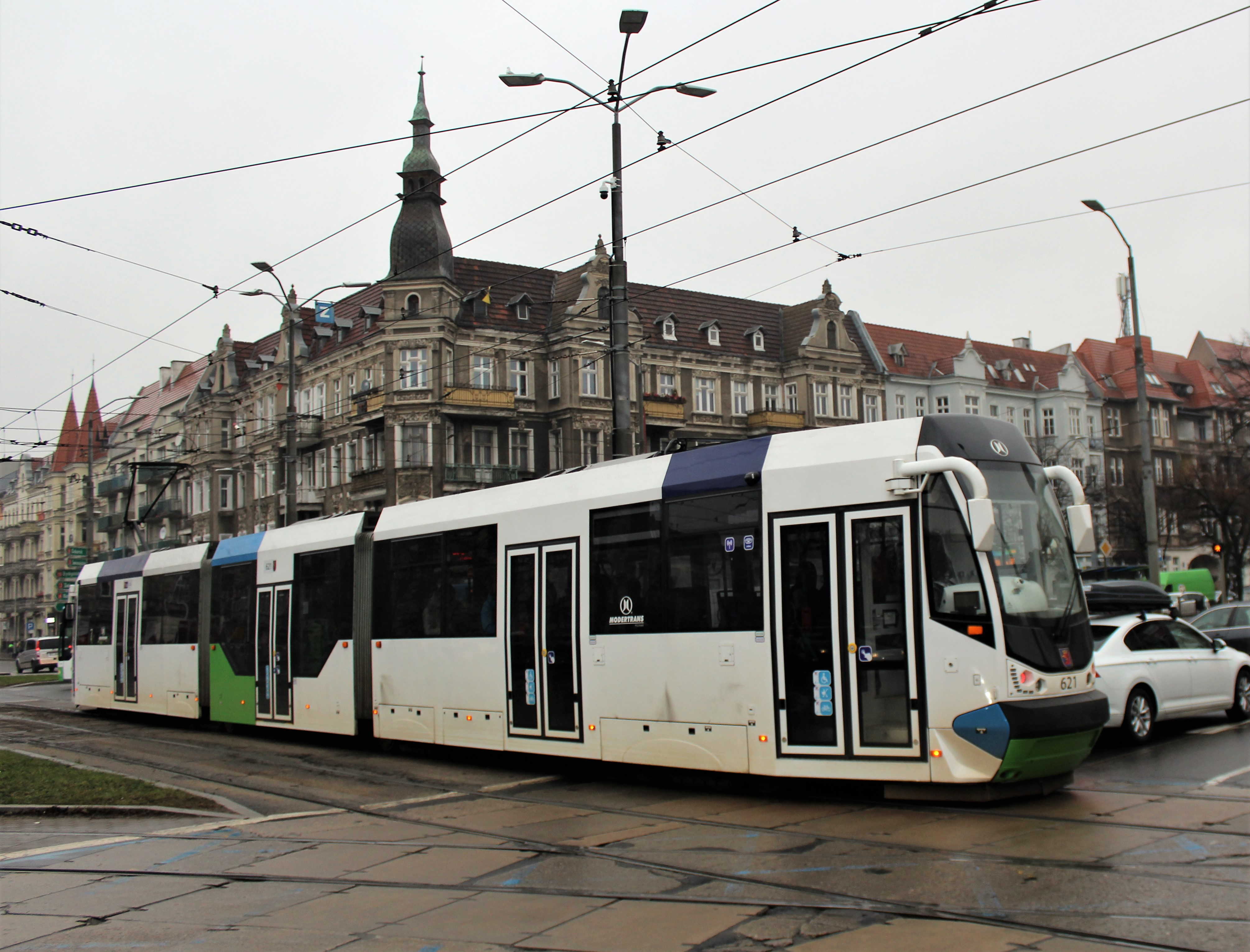
MF 29 AC BD
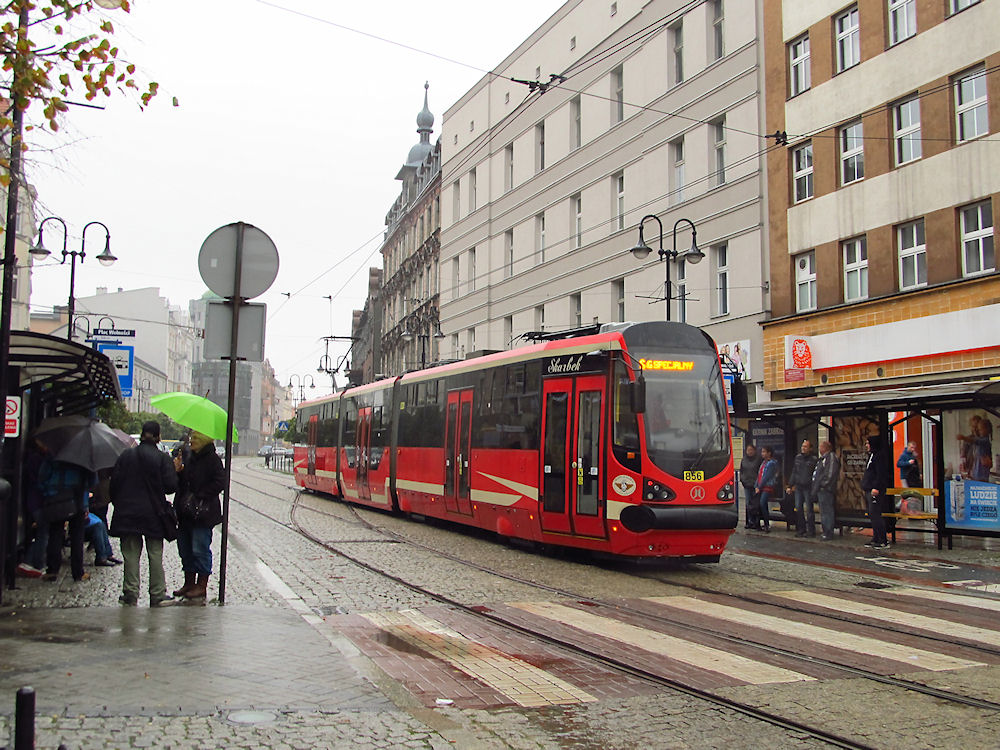
MF 16 AC BD
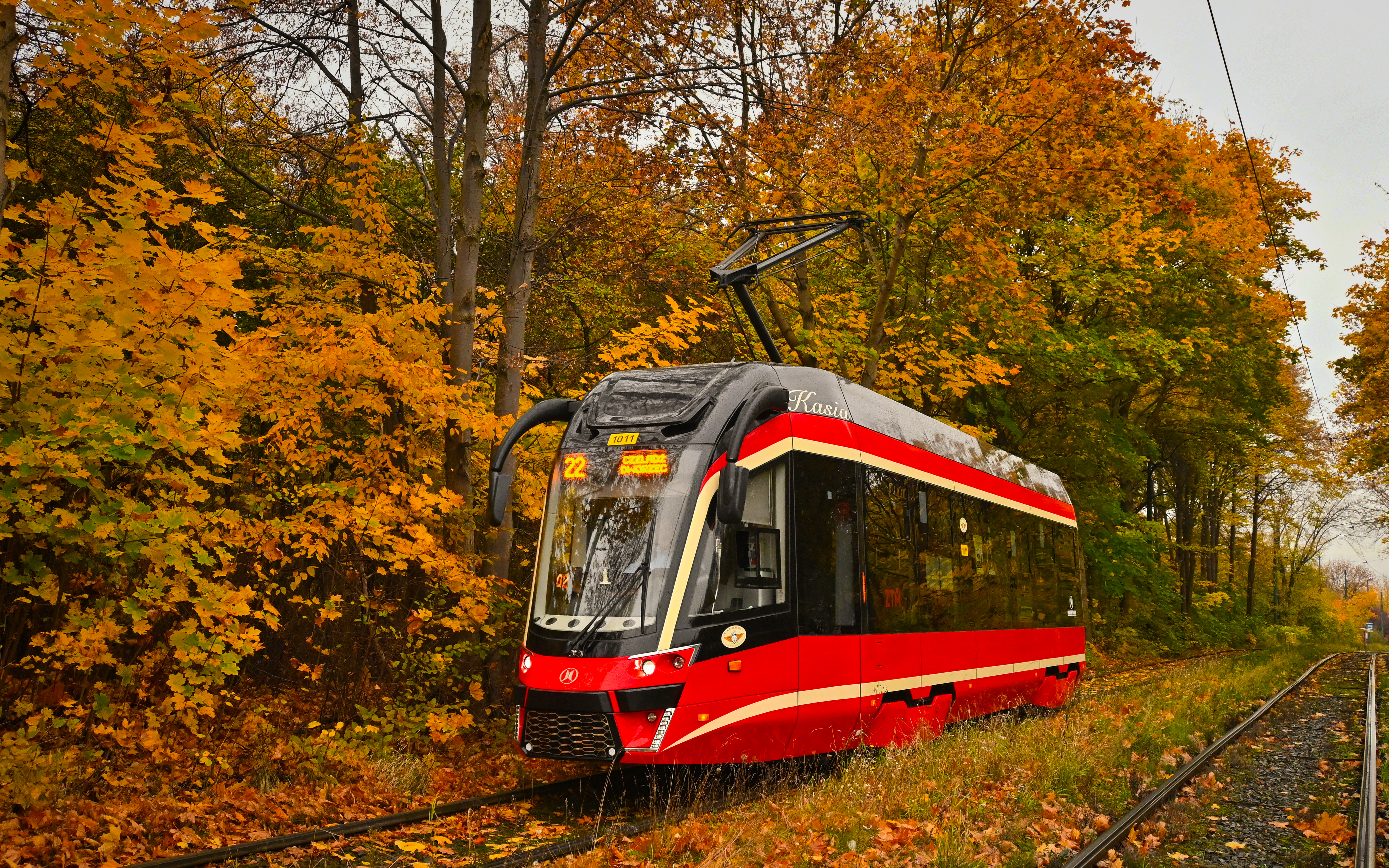
MF 10 AC
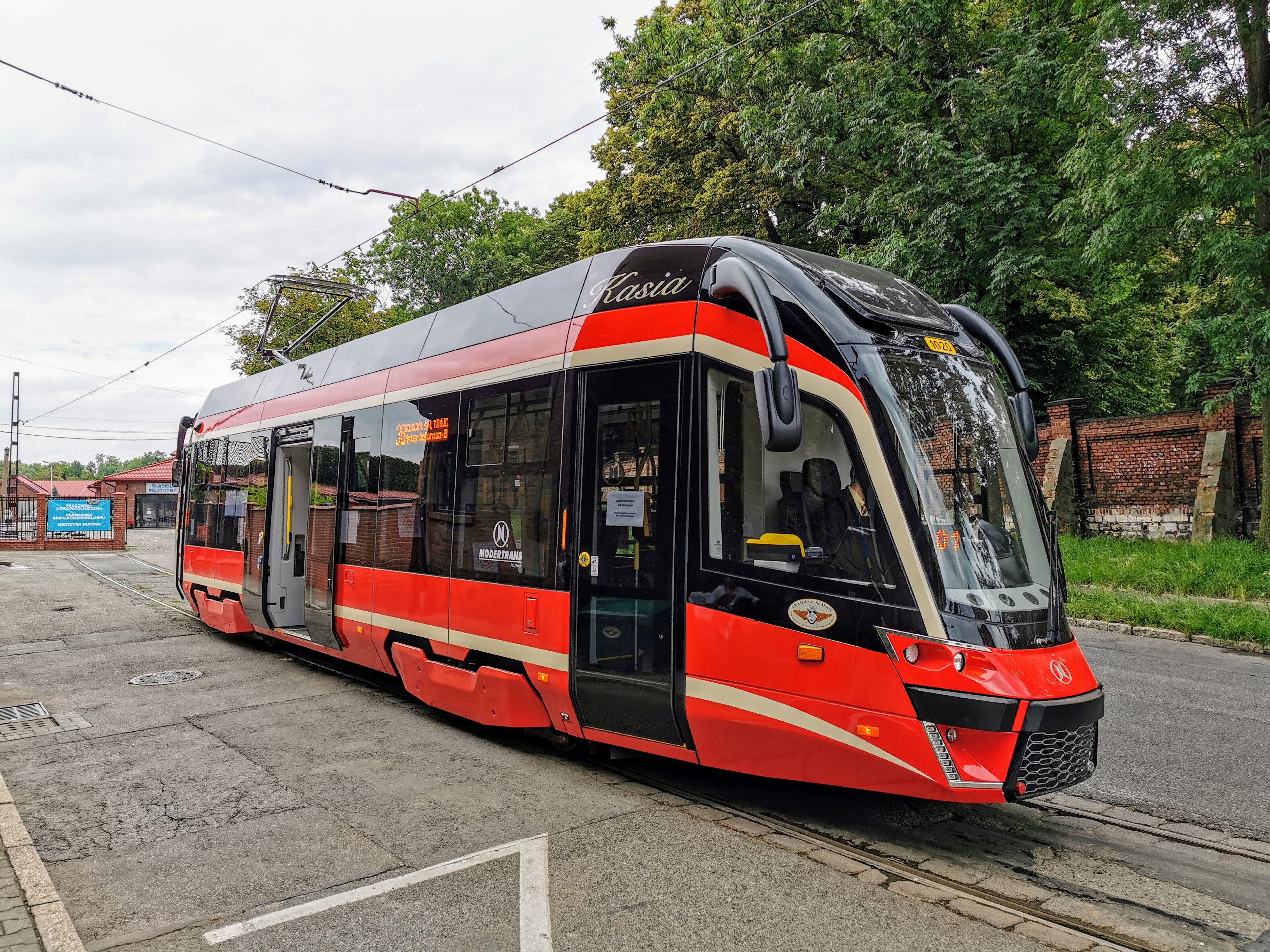
MF 11 AC BD
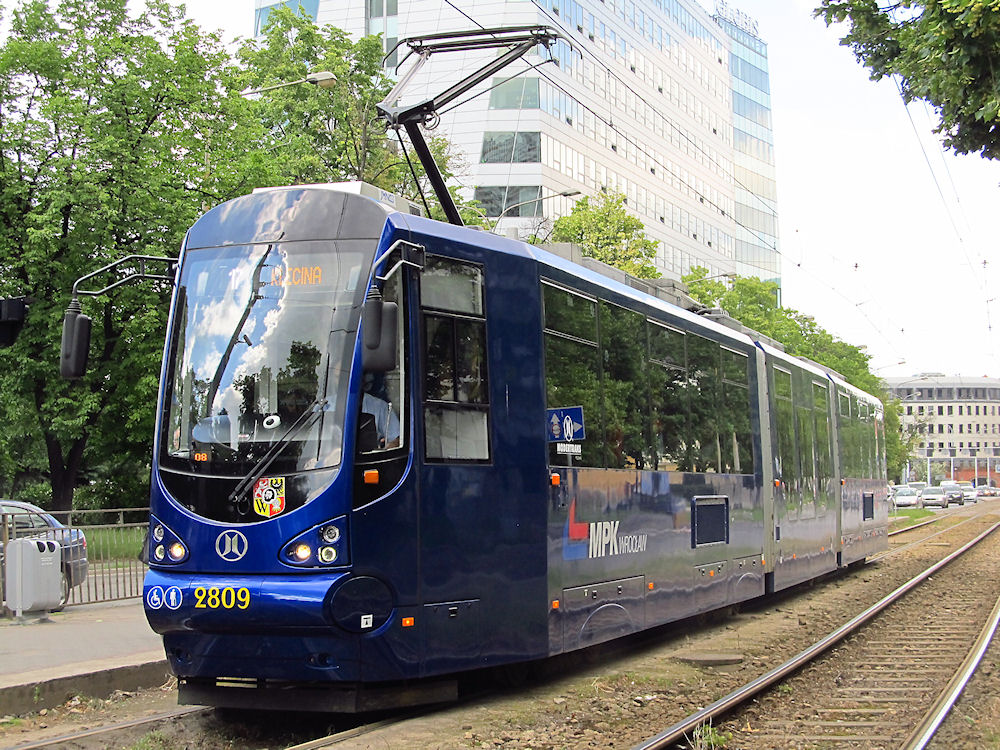
MF 19 AC
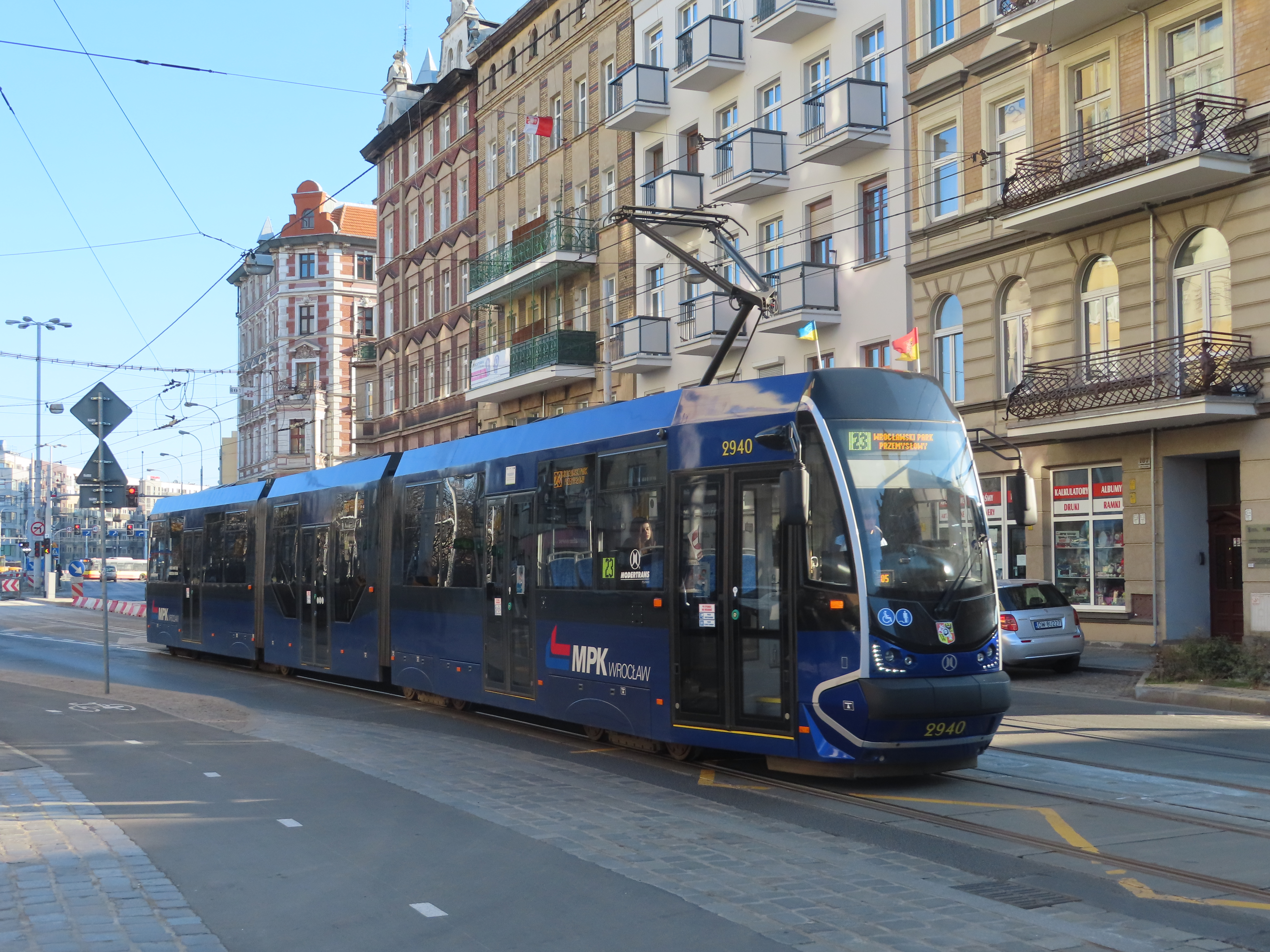
MF 24 AC
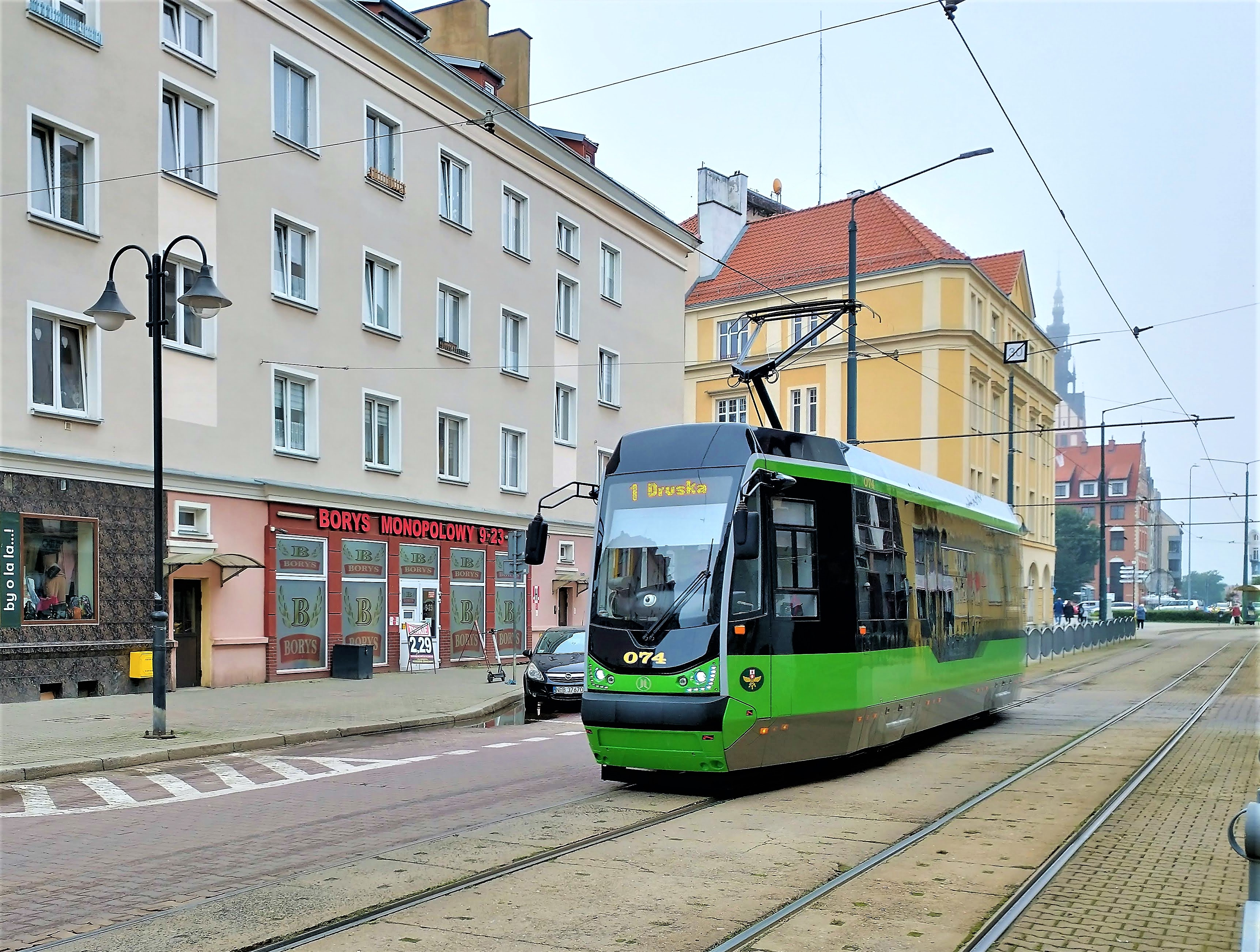
MF 09 AC

- モデルス・ガンマ[1][13][5]

- LF 01 AC
- LF 02 AC
- LF 03 AC BD
- LF 07 AC
- LF 06 AC

### その他
- モデリーノ（遊園地向けトレーラーバス）[6]

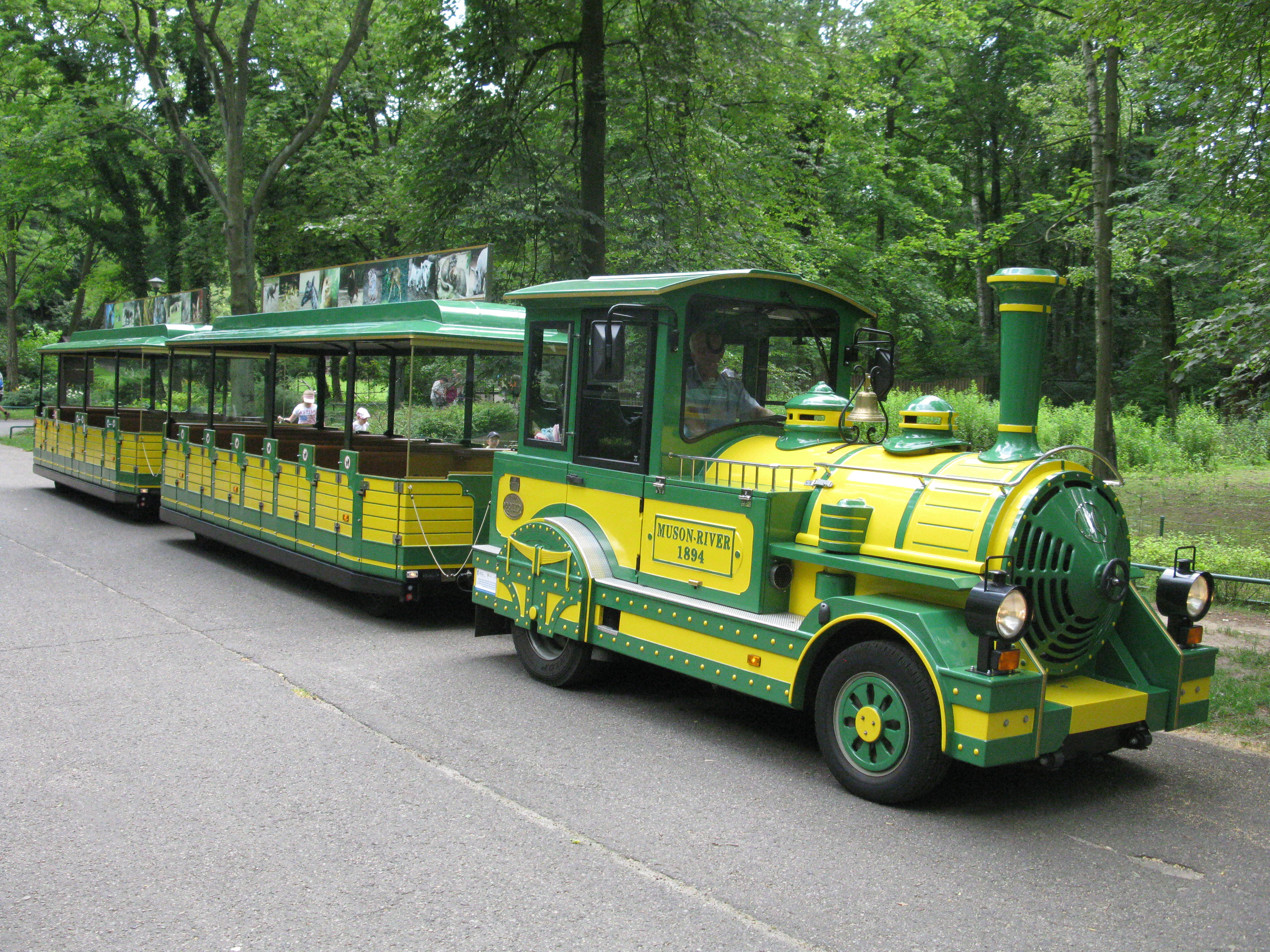
モデリーノ